# Malcolm Page
Malcolm George Page (Sídney, 22 de marzo de 1972) es un deportista australiano que compitió en vela en la clase 470.
Participó en tres Juegos Olímpicos de Verano, entre los años 2004 y 2012, obteniendo dos medallas de oro en la clase 470, en Pekín 2008 (junto con Nathan Wilmot) y en Londres 2012 (con Mathew Belcher). Ganó nueve medallas en el Campeonato Mundial de 470 entre los años 2001 y 2012.
En 2009 fue condecorado con la Medalla de la Orden de Australia (OAM).

## Palmarés internacional
| \| Juegos Olímpicos \| Juegos Olímpicos \| Juegos Olímpicos \| Juegos Olímpicos \| \| Año \| Lugar \| Medalla \| Clase \| \| ------------------ \| ------------------------------ \| ----------------- \| ---------------- \| \| 2008 \| Pekín (China) \| Medalla de oro \| 470 \| \| 2012 \| Londres (Reino Unido) \| Medalla de oro \| 470 \| \| Campeonato Mundial \| \| \| \| \| Año \| Lugar \| Medalla \| Clase \| \| 2001 \| Koper (Eslovenia) \| Medalla de bronce \| 470 \| \| 2003 \| Cádiz (España) \| Medalla de plata \| 470 \| \| 2004 \| Zadar (Croacia) \| Medalla de oro \| 470 \| \| 2005 \| San Francisco (Estados Unidos) \| Medalla de oro \| 470 \| \| 2006 \| Rizhao (China) \| Medalla de plata \| 470 \| \| 2007 \| Cascaes (Portugal) \| Medalla de oro \| 470 \| \| 2010 \| La Haya (Países Bajos) \| Medalla de oro \| 470 \| \| 2011 \| Perth (Australia) \| Medalla de oro \| 470 \| \| 2012 \| Barcelona (España) \| Medalla de oro \| 470 \| |                                |                   |       |
| Juegos Olímpicos |                                |                   |       |
| Año | Lugar                          | Medalla           | Clase |
| 2008 | Pekín (China)                  | Medalla de oro    | 470   |
| 2012 | Londres (Reino Unido)          | Medalla de oro    | 470   |
| Campeonato Mundial |                                |                   |       |
| Año | Lugar                          | Medalla           | Clase |
| 2001 | Koper (Eslovenia)              | Medalla de bronce | 470   |
| 2003 | Cádiz (España)                 | Medalla de plata  | 470   |
| 2004 | Zadar (Croacia)                | Medalla de oro    | 470   |
| 2005 | San Francisco (Estados Unidos) | Medalla de oro    | 470   |
| 2006 | Rizhao (China)                 | Medalla de plata  | 470   |
| 2007 | Cascaes (Portugal)             | Medalla de oro    | 470   |
| 2010 | La Haya (Países Bajos)         | Medalla de oro    | 470   |
| 2011 | Perth (Australia)              | Medalla de oro    | 470   |
| 2012 | Barcelona (España)             | Medalla de oro    | 470   |